# 오타 마사히로 (축구 선수)
오타 마사히로(일본어: 太田 昌宏, 1970년 4월 28일 ~ )는 일본의 전 축구 선수이다.

## 구단 경력
1993년 J1리그의 제프 유나이티드 이치하라에 입단했다. 1994년까지 6경기에 출전. 1995년 우라와 레즈로 이적했다. 1997년후 현역 은퇴.